# Niclosamidă
Niclosamida este un antihelmintic din clasa derivaților de acid salicilic, fiind utilizat în tratamentul infestațiilor cauzate de viermi paraziți. Calea de administrare disponibilă este cea orală.
Molecula a fost descoperită în anul 1958. Se află pe lista medicamentelor esențiale ale Organizației Mondiale a Sănătății.

## Utilizări medicale
Niclosamida este utilizat în tratamentul următoarelor infecții parazitare (cestodoze):
- difilobotrioză (botriocefal)
- himenolepidoză
- teniază